# Hästtjärnen (Sorsele socken, Lappland, 728991-155301)
Hästtjärnen är en sjö i Sorsele kommun i Lappland och ingår i Umeälvens huvudavrinningsområde. Hästtjärnen ligger i Vindelälven Natura 2000-område.